# Mark Carlyon
Mark Carlyon, né le 29 décembre 1969, est un joueur professionnel de squash représentant l'Australie. Il atteint en janvier 1994 la 19e place mondiale sur le circuit international, son meilleur classement.